# The First U.S. Visit
The Beatles: No!
Reporter: C'è un perché al fatto che non potete cantare?
John Lennon: No, ci servono prima i soldi.»
(Conferenza dei Beatles all'aeroporto John F. Kennedy)
The Beatles: The First U.S. Visit è un documentario sulla prima visita negli Stati Uniti effettuata dal gruppo musicale britannico The Beatles nel febbraio 1964.
Si tratta di una versione rimontata nel 1990 del precedente documentario What's Happening! The Beatles in the U.S.A. del 1964 dei fratelli Albert e David Maysles, circa l'arrivo dei Beatles in America. In esso viene mostrato il viaggio della band a New York, Washington, e Miami Beach. Filmati dei membri dei Beatles (spesso irriverenti nei confronti della telecamera) in stanze d'hotel costituiscono gran parte delle scene non-musicali del film.
La differenza principale tra la versione originale del 1964 e quella del 1990 consiste in 22 minuti aggiuntivi dedicati all'esibizione dal vivo dei Beatles al The Ed Sullivan Show, inseriti nel montaggio del '90. Tuttavia, il documentario del 1964 dura 81 minuti e la versione del 1990 83 minuti, quindi solo 2 minuti in più, perché circa 20 minuti del filmato originale sono stati rimossi, principalmente scene che vedevano la presenza di Brian Epstein.
La versione originale del documentario viene ancora proiettata nel corso di vari festival, come avvenuto a Silverdocs nel 2008, ed è stato inoltre mostrato durante una proiezione speciale al Maysles Cinema di New York il 18 novembre 2011 in occasione dell'ottantacinquesimo compleanno di Albert Maysles.

## Esibizioni dal vivo presenti nel DVD
Ed Sullivan Show (New York #1)
- All My Loving
- Till There Was You
- She Loves You
- I Want to Hold Your Hand

Concerto al Washington Coliseum
- I Saw Her Standing There
- I Wanna Be Your Man
- She Loves You

The Ed Sullivan Show (Miami)
- From Me to You
- This Boy
- All My Loving

The Ed Sullivan Show (New York #2)
- Twist and Shout
- Please Please Me
- I Want to Hold Your Hand

## Distribuzione
Il video è stato pubblicato in VHS nel 1991 e ripubblicato in DVD nel 2004.